# Deepstaria enigmatica
Espèce
Deepstaria enigmatica est une méduse géante de la famille des Ulmaridae découverte par le Commandant Cousteau et décrite scientifiquement en 1967 par Frederick Stratten Russell. Son observation est très rare.

## Description
La Deepstaria enigmatica a une cloche large et fine (jusqu'à 65 cm), diaphane ou transparente, qui ondule au fur et à mesure qu'elle se déplace. Elle se trouve généralement dans les mers antarctiques et proches de l'Antarctique, mais a été repérée dans les eaux proches du Royaume-Uni et du golfe du Mexique, à des profondeurs de 600 à 1 750 m,. Contrairement à beaucoup d'autres méduses, celle-ci n'a pas de tentacules. Ces animaux sont aussi des créatures solitaires, ce qui les distingue de nombreuses espèces de méduses vivant en groupe.
La grande cloche de la méduse est supposée mouvoir l'animal, et se refermer sur des proies. Le système gastrovasculaire de la méduse est clairement visible à travers sa peau. La Deepstaria présente également un motif de maille géométrique sur tout son corps ; cette maille fournit des nutriments à toute la gelée lorsqu'elle s'étire et se contracte pour se déplacer et capturer des proies.

## Locomotion et structure corporelle
Les Deepstaria ont une fine membrane en forme de parapluie, une cavité gastro-vasculaire et n'ont pas de tentacules. Deepstaria enigmatica se déplace par péristaltisme, c'est-à-dire par des contractions qui se déplacent dans un mouvement ondulatoire dans tout son corps. Elle n'a pas de tentacules et utilise plutôt l'onde péristaltique comme moyen de locomotion et de capture de proies. Les contractions ondulatoires débutent à l'ouverture de la bouche de la cloche alors qu'une vague se propage à travers son corps. Un renflement se forme au centre du corps et demeure tant que la bouche de la cloche est fermée.

## Chute de geléede Deepstaria
Une chute de gelée due à la chute d'un cadavre de Deepstaria enigmatica peut survenir jusqu'au plancher océanique. Un de ces phénomènes a été observé la première fois dans la partie inférieure de la zone minimale d'oxygène de l'océan où des crevettes et des crabes récupéraient sa dépouille.
Ces chutes de gelée enrichissent le plancher océanique de matière organique, au même titre qu'une chute de baleine. Les cadavres se décomposent à l'abri de la lumière et de l'abondant oxygène des couches supérieures de l'océan, de manière beaucoup plus lente, fournissant une source de nutriments plus durable. Les dépouilles activent une restauration de la minéralisation dégradée dans la colonne d'eau. La contribution de ces chutes de gelée est sous-estimée. Celle de Deepstaria enigmatica montre une augmentation de la disponibilité de l'oxygène et de la matière organique, profitant aux écosystèmes trouvés au fond de l'océan.

## Relation symbiotique avec les isopodes
Deepstaria ouvre et ferme son ombrelle, ou cavité de l'estomac, lui permettant à la fois de se déplacer et d'attraper des proies. Ce mouvement permet également à certains crustacés de l'ordre des isopodes du genre anuropus d'entrer et de vivre à l'intérieur de la méduse. Bien que la nature de cette relation ne soit pas entièrement comprise, les scientifiques supposent actuellement que l'anuropus se déplace et obtient des nutriments de la méduse tout en étant protégé des prédateurs. Lorsque les isopodes et Deepstaria ont été observés ensemble en 1967, les chercheurs ont rapporté qu'ils étaient rouge vif, autour de 8 cm de longueur, et semblaient actifs, suggérant une certaine forme de relation symbiotique bénéfique. Cette plongée et d'autres découvertes ont été consignés dans un article de 1969 par Erich Barham et George Pickwell. Ces auteurs suggèrent également la possibilité que les anuropus présents soient en relation parasitaire avec leur hôte,.

## Régime
Contrairement à de nombreuses méduses, elle n'a pas de tentacules de toute sorte, que d'autres espèces de méduses utilisent pour piéger et consommer des proies. Au lieu de cela, Deepstaria englobe ses proies à l'intérieur de son ombrelle, où elles sont consommées. Cette façon de faire pourrait être facilitée par les éventuels isopodes vivant à l'intérieur de l'ombrelle qui pourraient jouer un rôle dans une relation symbiotique.

## Découverte
Dans les années 1960, l'explorateur Jacques-Yves Cousteau, a découvert de manière inattendue cette méduse lors d'une plongée en haute mer. Il explorait les profondeurs marines près de l'île Southwest Baker dans un sous-marin appelé Deepstar 4000 (en), conçu par lui-même, et qui a donné le nom de Deepstaria. La méduse a été rencontrée dans le golfe du Mexique, l'Antarctique et l'océan Pacifique. Dans tous ces endroits, elle a été trouvée aux alentours de 910 m sous le niveau de la mer.